# Premios de la Sociedad Internacional de Cinéfilos 2019
La 16ª edición de los Premios de la Sociedad Internacional de Cinéfilos se celebró el 3 de febrero de 2019.

## Premios y nominaciones
La película ganadora está resaltada en dorado.

### Mejor película
| País           | Título                     | Director         |
| -------------- | -------------------------- | ---------------- |
| Estados Unidos | A Bread Factory            | Patrick Wang     |
| Corea del Sur  | Burning                    | Lee Chang-Dong   |
| Reino Unido    | The Favourite              | Yorgos Lanthimos |
| Estados Unidos | First Reformed             | Paul Schrader    |
| Estados Unidos | If Beale Street Could Talk | Barry Jenkins    |
| Estados Unidos | Madeline’s Madeline        | Josephine Decker |
| Francia        | The Other Side of the Wind | Orson Welles     |
| Estados Unidos | The Rider                  | Chloé Zhao       |
| México         | Roma                       | Alfonso Cuarón   |
| Japón          | Shoplifters                | Hirokazu Koreeda |
| Francia        | The Wild Boys              | Bertrand Mandico |
| Argentina      | Zama                       | Lucrecia Martel  |

### Mejor película en habla no inglesa
Esta categoría se encuentra actualmente descontinuada. La presente 16° edición de los premios fue la última en contener dicha categoría.
| País          | Título               | Director                           |
| ------------- | -------------------- | ---------------------------------- |
| Corea del Sur | Burning              | Lee Chang-Dong                     |
| Polonia       | Cold War             | Pawel Pawlikowski                  |
| Italia        | Happy as Lazzaro     | Alice Rohrwacher                   |
| Francia       | A Paris Education    | Jean-Paul Civeyrac                 |
| México        | Roma                 | Alfonso Cuarón                     |
| Japón         | Shoplifters          | Hirokazu Koreeda                   |
| Italia        | Sicilian Ghost Story | Fabio Grassadonia y Antonio Piazza |
| Alemania      | Western              | Valeska Grisebach                  |
| Francia       | The Wild Boys        | Bertrand Mandico                   |
| Argentina     | Zama                 | Lucrecia Martel                    |

#### Menciones honoríficas
Además se incluyen las menciones honoríficas, películas que no llegaron a estar entre las nominadas: 
- The Day After de Hong Sang-soo ( Corea del Sur)
- Lover for a Day de Philippe Garrel ( Francia)
- 24 Frames de Abbas Kiarostami ( Irán)
- Let the Sunshine In de Claire Denis ( Francia)
- Jeannette: The Childhood of Joan of Arc de Bruno Dumont ( Francia)
- On Body and Soul de Ildikó Enyedi ( Hungría)
- Claire’s Camera de Hong Sang-soo ( Corea del Sur)
- Border de Ali Abbasi ( Suecia)
- Museo de Alonso Ruizpalacios ( México)
- Mrs. Hyde de Serge Bozon ( Francia)

### Resto de categorías
| Mejor director - Alfonso Cuarón – Roma - Lee Chang-dong – Burning - Bertrand Mandico – The Wild Boys - Lucrecia Martel – Zama - Alice Rohrwacher – Happy as Lazzaro - Chloé Zhao – The Rider                       | Mejor actor - Willem Dafoe – At Eternity’s Gate - Daniel Giménez Cacho – Zama - Ethan Hawke – First Reformed - Meinhard Neumann – Western - Lakeith Stanfield – Sorry to Bother You - Yoo Ah-in – Burning                                                                           |
| Mejor actriz - Sakura Andô – Shoplifters - Juliette Binoche – Let the Sunshine In - Olivia Colman – The Favourite - Tyne Daly – A Bread Factory - Helena Howard – Madeline’s Madeline - Joanna Kulig – Cold War    | Mejor actor de reparto - Hugh Grant – Paddington 2 - Brian Tyree Henry – If Beale Street Could Talk - Russell Hornsby – The Hate U Give - Juan Minujín – Zama - Steven Yeun – Burning                                                                                               |
| Mejor actriz de reparto - Isabelle Adjani – The World is Yours - Lola Dueñas – Zama - Jeon Jong-seo – Burning - Kirin Kiki – Shoplifters - Regina King – If Beale Street Could Talk - Rachel Weisz – The Favourite | Mejor reparto - The Ballad of Buster Scruggs - A Bread Factory - The Favourite - A Paris Education - Shoplifters |
| Mejor guion original - A Bread Factory – Patrick Wang - The Favourite – Deborah Davis, Tony McNamara - First Reformed – Paul Schrader - Happy as Lazzaro – Alice Rohrwacher - Shoplifters – Hirokazu Koreeda       | Mejor guion adaptado - Burning – Oh Jung-mi, Lee Chang-dong - The Death of Stalin – Armando Iannucci, David Schneider, Ian Martin - If Beale Street Could Talk – Barry Jenkins - Leave No Trace – Debra Granik, Anne Rosellini - Zama – Lucrecia Martel                             |
| Mejor fotografía - Burning – Hong Kyung-pyo - Cold War – Lukasz Zal - Madeline’s Madeline – Ashley Connor - Roma – Alfonso Cuarón - Zama – Rui Poças                                                               | Mejor edición - Hale County This Morning, This Evening – RaMell Ross - Madeline’s Madeline – Harrison Atkins, Josephine Decker, Elizabeth Rao - The Other Side of the Wind – Bob Murawski, Orson Welles - Roma – Alfonso Cuarón, Adam Gough - You Were Never Really Here – Joe Bini |
| Mejor diseño de producción - The Favourite – Fiona Crombie - Isle of Dogs – Paul Harrod, Adam Stockhausen - Roma – Eugenio Caballero, Barbara Enriquez - The Wild Boys – Astrid Tonnelier - Zama – Renata Pinheiro | Mejor banda sonora - Annihilation – Geoff Barrow, Ben Salisbury - Burning – Mowg - First Man – Justin Hurwitz - If Beale Street Could Talk – Nicholas Britell - Suspiria – Thom Yorke - You Were Never Really Here – Jonny Greenwood                                                |
| Mejor documental - Dead Souls - El mar la mar - Hale County This Morning, This Evening - Minding the Gap - Shirkers                                                                                                | Mejor película animada - Have a Nice Day - Isle of Dogs - Mary and the Witch’s Flower - Mirai no Mirai - Spider-Man: Into the Spider-Verse |